# شوندی (بادن-وورتمبرگ)
شوندی (به آلمانی: Schwendi) یک شهر در آلمان است که در Biberach واقع شده‌است. شوندی ۶٬۳۱۳ نفر جمعیت دارد.

## خواهرخوانده
شهر ویوپنت، سن-سن-دنی خواهرخواندهٔ شوندی (بادن-وورتمبرگ) هست.